# TR Deklaration
TR (Abkürzung für technisches Regelwerk; russisch технический регламент) ist eine Verordnung, mit welcher die Reformierung des russischen Zertifizierungssystems GOST-R durchgeführt werden soll.
In der Russischen Föderation wurde 2003 mit dem Föderalen Gesetz über die technische Regulierung auf die globalen Anforderungen der Wirtschaft reagiert. Ziel war und ist es, die technische Gesetzgebung und die technische Regulierung ähnlich dem europäischen System der Harmonisierung in Normung und Gesetzgebung aufzubauen, damit die privatrechtliche Normung und die staatliche Gesetzgebung in Einklang stehen.

## Reform der technischen Regulierung
- Erstellung technischer Regelwerke als gesetzliche Grundlage, in denen die Pflichtanforderungen festgelegt sind.
- Anpassung der Normen an internationale und europäische Standards.
- Entwicklung eines Systems der freiwilligen privatwirtschaftlichen Standardisierung.

## Ziele der Reform
Die Ziele der Reform sind die Liquidation der Hindernisse in Form von unbegründeten administrativen Barrieren für die Entwicklung der Industrie (vor allem, der überschüssigen staatlichen Normierung), die Abschaffung der Beschränkungen für den technischen Fortschritt und der Weiterentwicklung (aufgrund der obligatorischen Forderungen der Normen), die Entwicklung der Unternehmerinitiative, einschließlich der aktiven Einbeziehung der Hersteller in Normungsprozesse, sowie die Erarbeitung technischer Regelwerke (allgemeine und spezifische) in jedem Branchenbereich. Sie beinhalten, abhängig vom Einsatzgebiet der Produkte, eine Zusammensetzung und die Anforderungen zur Erfüllung von:
- Brandsicherheit
- industrieller Sicherheit
- chemischer Sicherheit
- elektrischer Sicherheit
- Strahlungssicherheit
- biologischer Sicherheit
- Ex-Sicherheit
- mechanischer Sicherheit
- thermischer Sicherheit
- atomarer und radiologischer Sicherheit
- EMV–Sicherheit für Geräte und Anlagen
- Einheit der Messungen.

Nach dem Inkrafttreten von TR ist die Anwendung der nationalen Normen (GOST) für die meisten Produktgruppen freiwillig. Inhalt der technischen Regelwerke sind Sicherheitsanforderungen an Produkte und Herstellungsprozesse.
TR soll gewährleisten:
- Sicherheit für das Leben und die Gesundheit der Bürger
- Sicherheit für das Vermögen von privaten und juristischen Personen sowie Staatsvermögen
- Umweltschutz
- Schutz von Pflanzen- und Tierwelt
- Verhinderung von Handlungen, die die Konsumenten in die Irre führen können.

## Gesetzliche Vorgaben
TR treten frühestens sechs Monate nach der offiziellen Veröffentlichung in Kraft (je nach Branche sind unterschiedliche Fristen vorgesehen: sechs Monate, ein Jahr, zwei Jahre). Obligatorisch sind nur die in dem TR vorgesehene Anforderungen an die Produkte. In der Übergangsphase bleiben „alte“ staatliche Normen (GOSTs) verbindlich. Durch die Duma verabschiedete technische Regelwerke, 18 TRs, Stand 1. Mai 2010 sind u. a.:
- TR über die Brandsicherheit
- TR über die Sicherheit von Maschinen und Anlagen (ab 15. Februar 2013 ersetzt durch TR ZU)
- TR über die Sicherheit von Niederspannungsanlagen (ab 15. Februar 2013 ersetzt durch TR ZU)

Beispiel aus anderen GUS-Staaten
- Armenien: 59 technische Regelwerke
- Kasachstan: 58 technische Regelwerke
- Moldawien: 40 technische Regelwerke
- Ukraine: 29 technische Regelwerke
- Belarus: 14 technische Regelwerke

## Übergangsprozess von GOST-R-Zertifizierung zur TR-Zertifizierung
Bestehende GOST-R Zertifikate bleiben in der Gültigkeit erhalten. Bei Serienzertifikaten wird durch die Standardbehörde empfohlen das GOST-R Zertifikat mit Inkrafttreten des TR- in ein TR-Zertifikat umzuschreiben, die Laufzeit bleibt unverändert bestehen. Bei vertragsbezogenen Lieferungen ist der Zeitpunkt der Lieferung und des Inverkehrbringens entscheidend. Hier gilt die jeweils aktuelle gesetzliche Anforderung. Wichtig ist die Abstimmung vor Lieferung mit dem Kunden sowie dem Zertifizierungspartner.

## Technische Regulierung, aktuelle Änderungen
Seit Februar 2010 gilt die neue Auflistung der zertifizierungs- und deklarierungspflichtigen Produkte für den GOST-geregelten Bereich. Mit dem föderalen Gesetz Nr. 385 vom 30. Dezember 2009 über die Änderungen des föderalen Gesetzes Über die technische Regulierung wurde auf persönlichen Antrag des russischen Präsidenten Dmitri Medwedew die ursprüngliche Frist bis 2010 aufgehoben und die Erarbeitung folgender Punkte angeordnet:
- Vereinfachung des Verfahrens zur TR-Einführung bzw. Änderung in Russland (Ministerium für Industrie und Handel)
- Anwendung der internationalen bzw. ausländischen Normen und Richtlinien ist erlaubt (offizielle Übersetzung, Expertise durch die Standardbehörde, Registrierung im staatlichen Standard-Informationsdepot)
- Erarbeitung von weiteren TRs ohne Fristbegrenzung.

## Technische Regelwerke der Einheitlichen Zollunion
Die Russische Föderation, Belarus und Kasachstan haben im Juni 2010 beschlossen, ein einheitliches System der technischen Regulierung einzuführen. Für diesen Zweck wurde eine Kommission der Eurasischen Zollunion ins Leben gerufen. Die Kommission übernimmt die Koordinierungs- und Aufsichtigungsfunktion für alle Mitgliedsstaaten. Durch die Kommission wurden insgesamt 47 verschiedene Regelwerke bestimmt und teilweise bereits eingeführt, siehe Liste der Technische Regelwerke.
In den technischen Regelwerken der Eurasischen Zollunion ist von der Kommission vorgeschrieben, welche Produkte der obligatorischen EAC-Kennzeichnung und der Konformitätsbewertungsverfahren in Form der EAC Zertifizierung oder in Form der EAC Deklarierung unterliegen. Die ausgestellten Konformitätsnachweise über die Übereinstimmung mit Anforderungen der technischen Regelwerken sind auf dem Gesamtgebiet der Eurasischen Wirtschaftsunion gültig. Für die Übergangszeit bis 2015 gelten zum Teil noch die nach alten Normen und Regelungen erstellten Zertifikate und Konformitätsnachweise.
Die Konformitätsprüfung nach TR ZU von Produkten, Maschinen und Anlagen wird in Form einer Deklarierung oder Zertifizierung vorgenommen. In beiden Fällen werden vom Antragsteller die Unterlagen gefordert, welche zum Nachweis der Übereinstimmung mit den Mindestanforderungen an Sicherheitsnormen und -vorschriften dienen (z. B. Konstruktionsunterlagen, Sicherheitsbetrachtungen, Gebrauchsanweisungen). Nach einer erfolgreichen Konformitätsprüfung erfolgt die Beurkundung. Ein EAC-Zertifikat oder eine EAC-Deklaration ist gleich einem GOST-R-Zertifikat bei der Einfuhr der entsprechenden Produkte an der Grenze der Zollunion unbedingt vorzuweisen.

## Anforderungen und Besonderheiten der EAC-Kennzeichnung
- Den Antrag darf nur ein im Hoheitsgebiet der Zollunion ansässiges Unternehmen stellen (Hersteller selbst oder die von ihm bevollmächtigte juristische Person). Es genügt in diesem Fall keine einfache Bevollmächtigung. Zwischen dem Hersteller und dem Bevollmächtigten muss ein Vertrag zur Übernahme der Verantwortung für die Qualität der Produkte und Erfüllung der Gewährleistungsansprüche durch den Bevollmächtigten abgeschlossen werden.
- Für die Zertifizierung einer seriellen Fertigung ist außer der Konformitätsprüfung die Durchführung einer Werkinspektion zur Sicherstellung der Qualitätskontrolle sowie die jährlichen Inspektionen für die gesamte Laufzeit der Gültigkeit des Zertifikates erforderlich. Für die Deklarierung kann für die Sicherstellung der Qualitätskontrolle der Hersteller oder sein bevollmächtigtes Unternehmen die Verantwortung übernehmen.

## Durchführung der EAC-Kennzeichnung
Der Konformitätsprüfung unterliegen nur Produkte, Anlagen und Maschinen, die erstmals in Umlauf auf dem Territorium der einheitlichen Zollunion gebracht werden. Für den Export bestimmte und bereits gebrauchte Maschinen unterliegen keiner Konformitätsprüfung. Für den Export der gebrauchten Anlagen und Maschinen wird ein Nachweis des Restnutzwertes benötigt.
Der Zertifizierungsprozess ist der Zertifizierung Gossudarstwenny Standart Gost-R-Prozess sehr ähnlich. In den technischen Regelwerken ist auch beschrieben, welche Produkte der Zertifizierungspflicht und welche einer EAC-Deklarationspflicht unterliegen. Exporteure müssen für die Produkte, die der Deklarierung unterliegen, vor der Lieferung diese Art der TR-Zertifizierung durchführen.
Gültigkeit
Die TR-Zertifikate können vertragsbezogen, oder mit einer Gültigkeit von einem bis fünf Jahren ausgestellt werden. Die Deklaration kann sowohl vertragsbezogen als auch typbezogen, unter Auflagen für bis zu fünf Jahren ausgestellt werden.